# Meixian
Meixian (en chino simplificado, 梅县区; pinyin, Méixiàn; en meixianés: Mòiyan)  es un distrito urbano bajo la administración directa de la ciudad-prefectura de Meizhou. Se ubica al este de la provincia de Cantón, en el sur de la República Popular China. Su área es de 2472 km² y su población total para 2018 fue más de medio millón de habitantes.

## Administración
El distrito urbano de Meixian se divide en 17 pueblos que se administran en poblados.